# Новик, Юрий Иванович
Ю́рий Ива́нович Но́вик (17 марта 1976, Красноярск, СССР) — российский футболист, полузащитник. В составе красноярского «Метаплурга» сыграл 305 матчей и забил 24 гола. Считается одной из легенд красноярского футбола.

## Карьера футболиста
Свои первые футбольные шаги делал в красноярской СДЮСШОР «Рассвет». Первый тренер — Александр Николаевич Гуцик.

В 1994 году перешёл в красноярский «Металлург», который тогда тренировал известный местный специалист Александр Кишиневский. Несмотря на юный возраст, крайний полузащитник уверенно закрепился в основе. Позже он так вспоминал свой первый год в «Металлурге»:
— У Кишиневского, который работал в те годы в «Металлурге», было огромное доверие к молодёжи. Тогда он привлёк к основе перспективных пацанов 1975—1976 годов рождения, которые уже играли за всякие сборные. У нас тогда были практически одни красноярцы — может, пару-тройку иногородних пригласили. В итоге так получилось, что в совокупности с костяком, где остались те же Солодков и Алексеев, молодые быстро набрались опыта, при этом имея право на ошибку. Всё это позитивно повлияло и на меня.
В «Металлурге» играл до 2001 года. После смены тренерского штаба и прихода Сергея Савченкова футболист покинул родной клуб и перешёл в кировскую команду «Динамо-Машиностроитель», где тогда работал Кишиневский. При этом были варианты продолжения карьеры в новокузнецком «Металлурге» и в одном из клубов Латвии.
Отыграв два года в Кирове, Новик вернулся в «Металлург» и провёл в нём ещё три года. В 2006 году футболист окончательно покинул клуб, перейдя в братский «Сибиряк», где и завершил профессиональную карьеру. До 2009 года играл в любительском «Мостовике-Локомотиве» из Уссурийска и бийском «Динамо».

## Тренерская деятельность
В 2010 году стал тренером футбольной школы «Енисея». На этой должности проработал два года, после чего вошёл в структуру молодёжной команды «Енисея», где помогал Александру Алексееву. С 2018 года работал тренером в своей родной школе «Рассвет», где помогал Александру Кишиневскому.
В январе 2020 года вошёл в тренерский штаб Кишиневского в молодёжной команде «Енисея».

## Личная жизнь
Женат, свадьбу с супругой Татьяной сыграл в 2005 году на стадионе «Центральный». Сыновья Иван (2005) и Артём (2009), оба занимаются в «Рассвете».